# Hiram Wesley Evans
Hiram Wesley Evans (26 septembre 1881 - 14 septembre 1966) est le grand sorcier impérial du Ku Klux Klan de 1922 à 1939.

## Biographie
Originaire de l'Alabama, Evans fréquente l'université Vanderbilt puis devient dentiste au Texas jusqu'en 1920, lorsqu'il rejoint la section de Dallas du Klan. Il gravit rapidement les échelons et fait partie d'un groupe qui évince William Joseph Simmons du poste de grand sorcier impérial, le leader national, en novembre 1922. Evans lui succède et cherche à transformer le groupe en un pouvoir politique.
Evans avait dirigé l'enlèvement et la torture d'un homme noir alors qu'il était le chef du Klan de Dallas, mais en tant que grand sorcier impérial, il a publiquement découragé de telles actions de peur qu'elles n'entravent ses tentatives pour gagner une influence politique. En 1923, Evans préside le plus grand rassemblement du Klan de l'histoire, auquel assistèrent plus de 200 000 personnes, et approuva plusieurs candidats retenus aux élections de 1924. Il déplace le siège du Klan d'Atlanta à Washington DC et organise une marche de 30 000 membres, la plus grande marche de l'histoire de l'organisation, sur Pennsylvania Avenue. Malgré les efforts d'Evans, le Klan a été secoué au début des années 1920, en partie à cause des luttes de leadership entre Evans et ses rivaux, qui ont entravé ses efforts politiques.
Dans les années 1930, la Grande Dépression réduit considérablement les revenus du Klan, ce qui incite Evans à travailler pour une entreprise de construction pour compléter son salaire. Il démissionne de son poste en 1939, après avoir désavoué l'anti-catholicisme. Il est remplacé par son chef de cabinet, James A. Colescott. L'année suivante, Evans est accusé d'être impliqué dans un scandale de corruption du gouvernement en Géorgie. Il est condamné à une amende de 15 000 $ après une procédure judiciaire.
Evans a cherché à promouvoir une forme de nationalisme nativiste et protestant. En plus de son idéologie suprémaciste blanche, il condamnait farouchement le catholicisme, le syndicalisme et le communisme, qui étaient associés aux immigrants récents d'Europe orientale et méridionale. Il a soutenu que les Juifs formaient une culture non américaine et résistaient à l'assimilation bien qu'il nie être un antisémite. Les historiens attribuent à Evans le recentrage du Klan sur les activités politiques et le recrutement en dehors du Sud, le Klan s'étant développé le plus dans le Midwest et les villes industrielles. Cependant, ils notent que l'influence politique et les gains d'adhésion qu'il recherchait étaient éphémères. Certains commentateurs soutiennent qu'Evans était plus concentré sur l'argent et le pouvoir que sur une idéologie particulière.

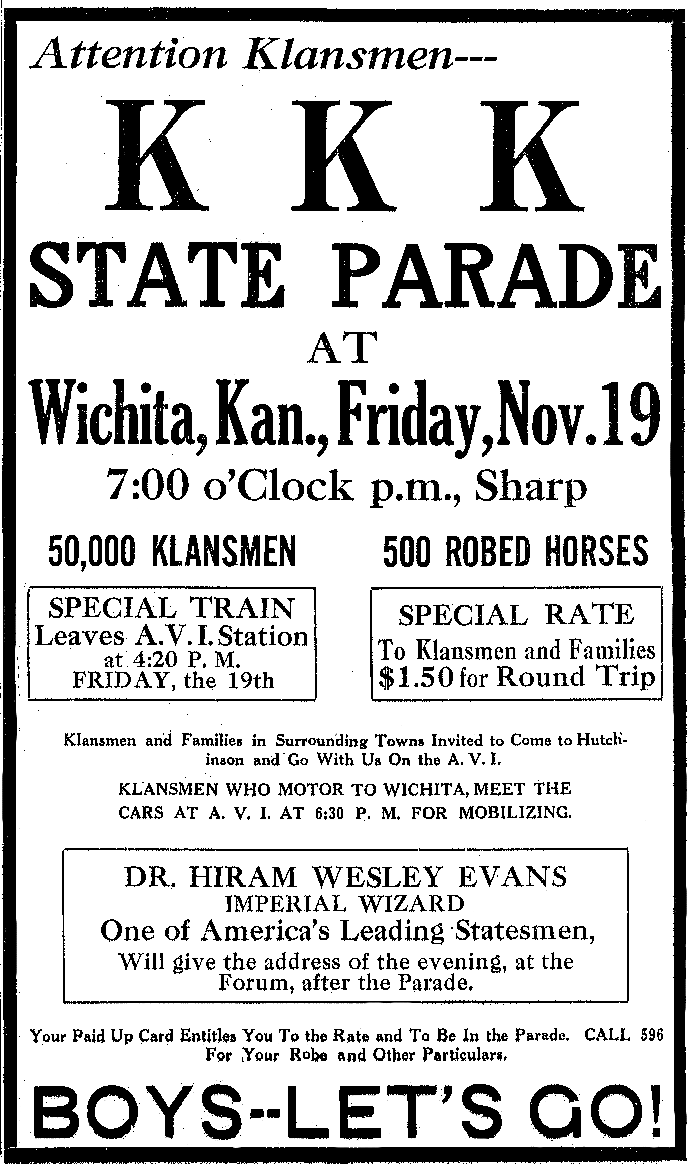
Publicité pour un rassemblement du KKK qui se tiendra le 19 novembre 1926 à Wichita, Kansas, où Evans prendra la parole.

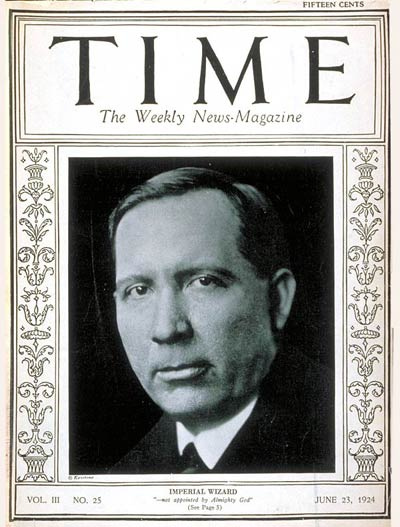
Evans en couverture de Time, 23 juin 1924.

### Journaux
- Rangel, Nicolas, Jr. (été 2009), Ambiguously Articulating "Americanism": The Rhetoric of Hiram Wesley Evans and the Klan of the 1920s [PDF], American Communication Journal, 11 (2)

### Dossiers du gouvernement
- « Entry for Hiram Wesley Evans », United States, Selective Service System. World War I Draft Registration Cards, 1917–1918, ancestry.com (consulté le 30 avril 2012).
- « Entry for Hiram W. Evans », State of Georgia, Indexes of Vital Records for Georgia: Deaths, 1919–1998, Ancestry.com (consulté le 30 avril 2012).